# Maverick (film)
Maverick är en amerikansk westernfilm från 1994 i regi av Richard Donner. Filmen baseras på tv-serien med samma namn från 1950-talet, där James Garner spelade huvudrollen. I den här filmversionen syns bland andra Jodie Foster, Mel Gibson och James Garner i huvudrollerna.

## Handling
En pokerturnering på en flodbåt annonserar om att en ensam vinnare kammar hem 500 000 dollar och Bret Maverick har siktet ställt på att bli vinnaren som tar hem hela potten. Men först måste han ta itu med en domare som tycker att en ögla på ett rep är den bästa medicinen, en skenande diligens, en säck full med ormar och så måste han skramla ihop till anmälningsavgiften för turneringen.

## Rollista (urval)
- Mel Gibson - Bret Maverick, Jr.
- Jodie Foster - Mrs. Annabelle Bransford
- James Garner - Marshal Zane Cooper
- Graham Greene - Joseph
- Alfred Molina - Angel
- James Coburn - Commodore Duvall
- Dub Taylor - Room Clerk
- Geoffrey Lewis - Matthew Wicker/Eugene, Banker
- Paul L. Smith - The Archduke
- Dan Hedaya - Twitchy
- Dennis Fimple - Stuttering
- Denver Pyle - Old Gambler
- Clint Black - Sweet-Faced Gambler
- Max Perlich - Johnny Hardin
- Lauren Shuler Donner - Mrs. D., Bathhouse Maid
- Corey Feldman - bankrånare
- Art LaFleur - pokerspelare
- Doug McClure - pokerspelare